# Missile balistique tactique
Pour les articles homonymes, voir missile (homonymie).
Pour un article plus général, voir Missile balistique.

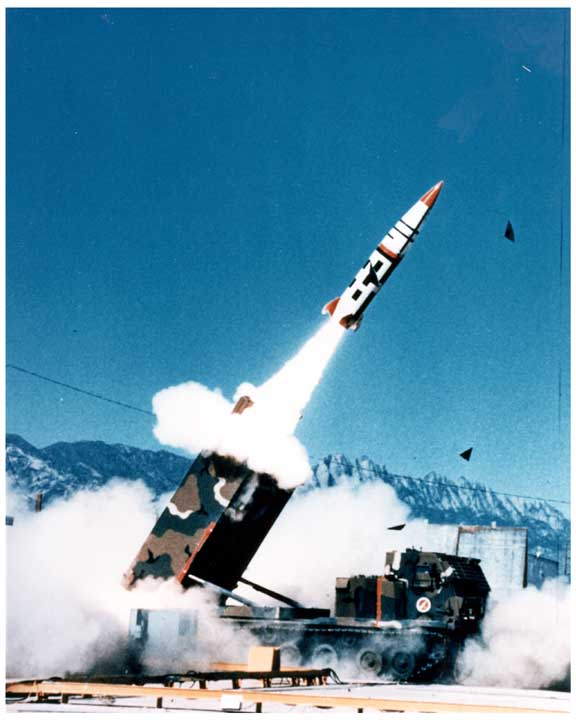
Mise à feu d'un missile MGM-140 ATACMS.

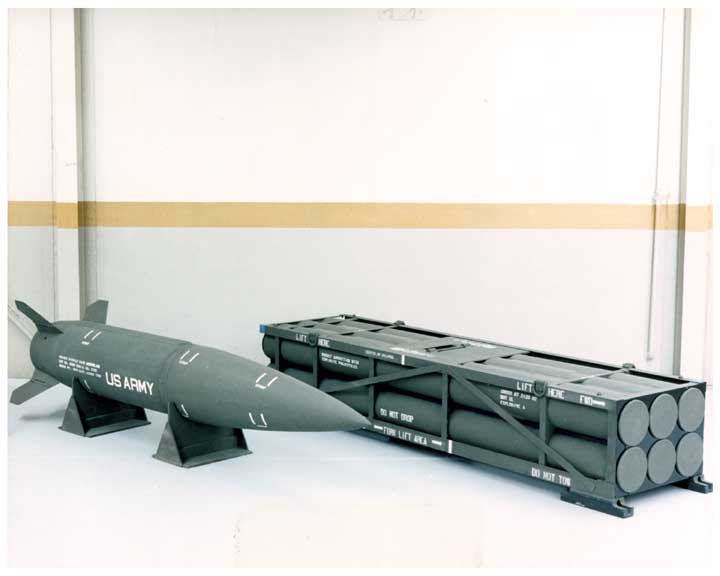
Missile balistique tactique MGM-140 ATACMS et un panier de six roquettes. Les M270 et les M142 HIMARS peuvent porter et tirer l'un ou l'autre.

Un missile balistique tactique est un missile balistique conçu pour une utilisation à courte portée sur le champ de bataille. Typiquement, sa portée est inférieure à 300 kilomètres. 

## Description
Les missiles balistiques tactiques sont généralement mobiles pour assurer leur survie et leur déploiement rapide. 
Ils emportent une grande variété d'ogives afin de cibler les installations ennemies, les zones de rassemblement, d'artillerie et d'autres cibles derrière la ligne de front. Leurs ogives peuvent inclure des explosifs conventionnels, chimiques, biologiques, ou des ogives nucléaires. En règle générale, la puissance des armes nucléaires tactiques sont limitées par rapport aux fusées stratégiques.

## Intérêt
Les missiles balistiques tactiques comblent l'écart entre les lance-roquettes multiples/artillerie à fusées/artillerie conventionnelle à base de fusées et celle à plus longue portée des missiles balistiques à courte portée. Les missiles tactiques peuvent transporter des charges lourdes en profondeur derrière les lignes ennemies, par rapport aux fusées ou aux tubes d'artillerie, tout en ayant une meilleure mobilité et pour un coût moindre que les missiles de théâtre plus stratégiques. En outre, en raison de leur mobilité, les missiles tactiques sont mieux adaptés pour répondre à l'évolution du champ de bataille.
Pour de nombreux pays, les missiles tactiques représentent la limite supérieure de leur équipement militaire terrestre. Ils constituent des armes puissantes pour un prix très économique, et dans certains cas, sont recherchés pour aider à rééquilibrer le niveau contre des adversaires qui sont nettement supérieurs dans d'autres domaines de la technologie militaire. À l'heure actuelle, la technologie des missiles balistiques est relativement accessible aux nations qui peuvent trouver d'autres technologies militaires au-delà de leurs portées.
Les missiles balistiques sont encore difficiles à vaincre sur le champ de bataille. Les nouveaux systèmes de défense aérienne ont amélioré la capacité d'interception des missiles tactiques, mais il n’est toujours pas possible de se protéger de manière fiable contre les menaces de missiles balistiques. Cela permet à une force modérée de missiles de menacer un ennemi supérieur en pénétrant leurs défenses aériennes mieux qu'avec les avions conventionnels, tout en offrant une frappe plus profonde qu’avec de l'artillerie conventionnelle.

## Exemples
- Precision Strike Missile (+ de 500 km)  États-Unis
- MGM-140 ATACMS (300 km)  États-Unis
- MGM-52 Lance (120 km)  États-Unis
- WS-1 (en) (60 à 180 km)  Chine
- DTI-1 (en) (60 à 180 km)  Thaïlande
- Shaurya (en) (750 km)  Inde
- Prahar (en) (150 km)  Inde
- Nasr/Hatf IX (en) (60 km)  Pakistan
- Abdali/Hatf-II (en) (180 km))  Pakistan
- Hatf-I (en) (100; km)  Pakistan
- Ghaznavi-I/Hatf-III (en) (290 km)  Pakistan
- J-600T Yıldırım (150 à 900 km)  Turquie
- Bora/Khan (280 km)  Turquie
- TOROS (en) (100 à 160 km)  Turquie
- T-300 Kasırga (100 à 120 km)  Turquie
- OTR-21 Tochka (90 à 185 km)  Union soviétique
- 2K6 Luna (en) (10 à 50 km)  Union soviétique